# Barca llevantina

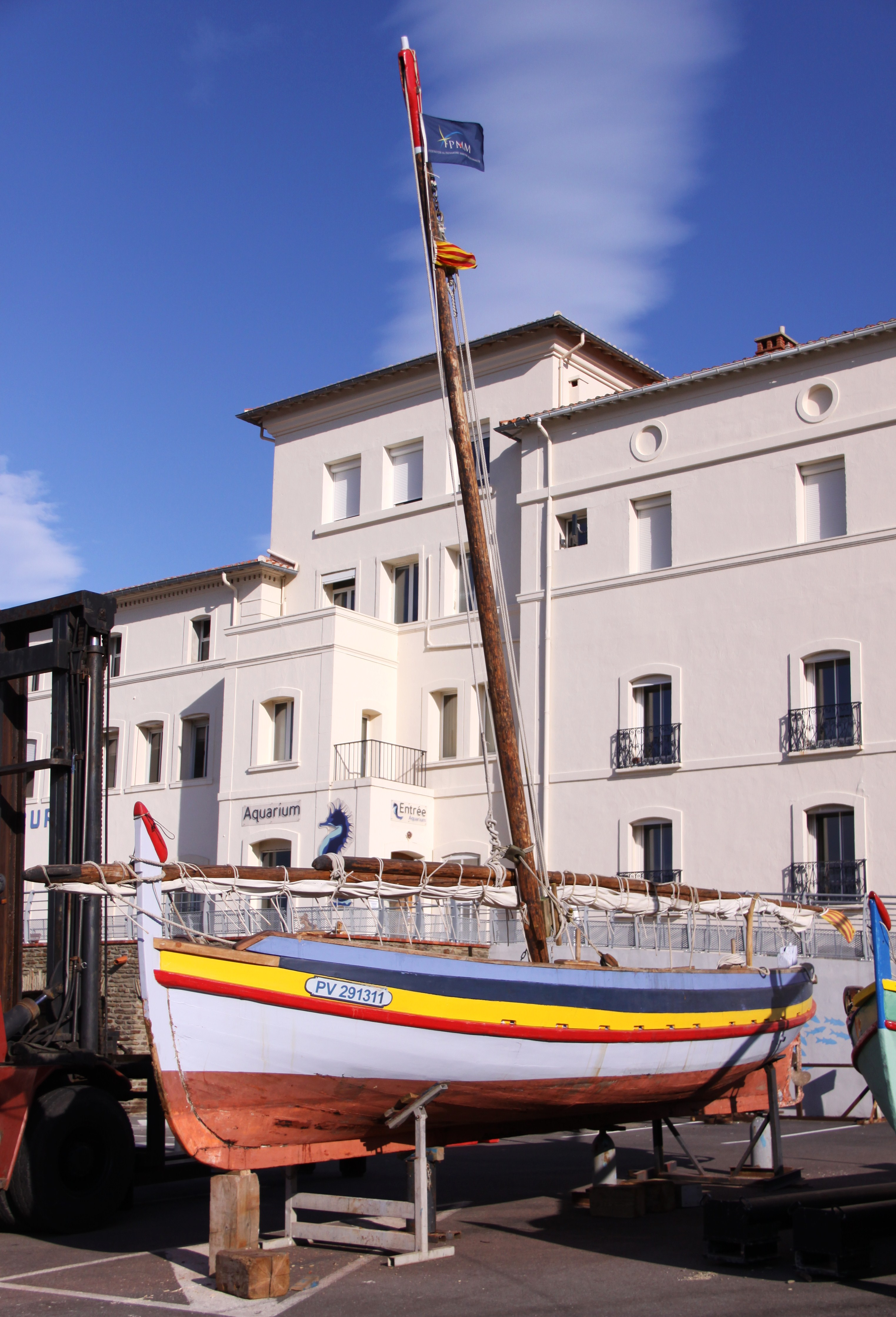
La barca catalana Albada a terra.

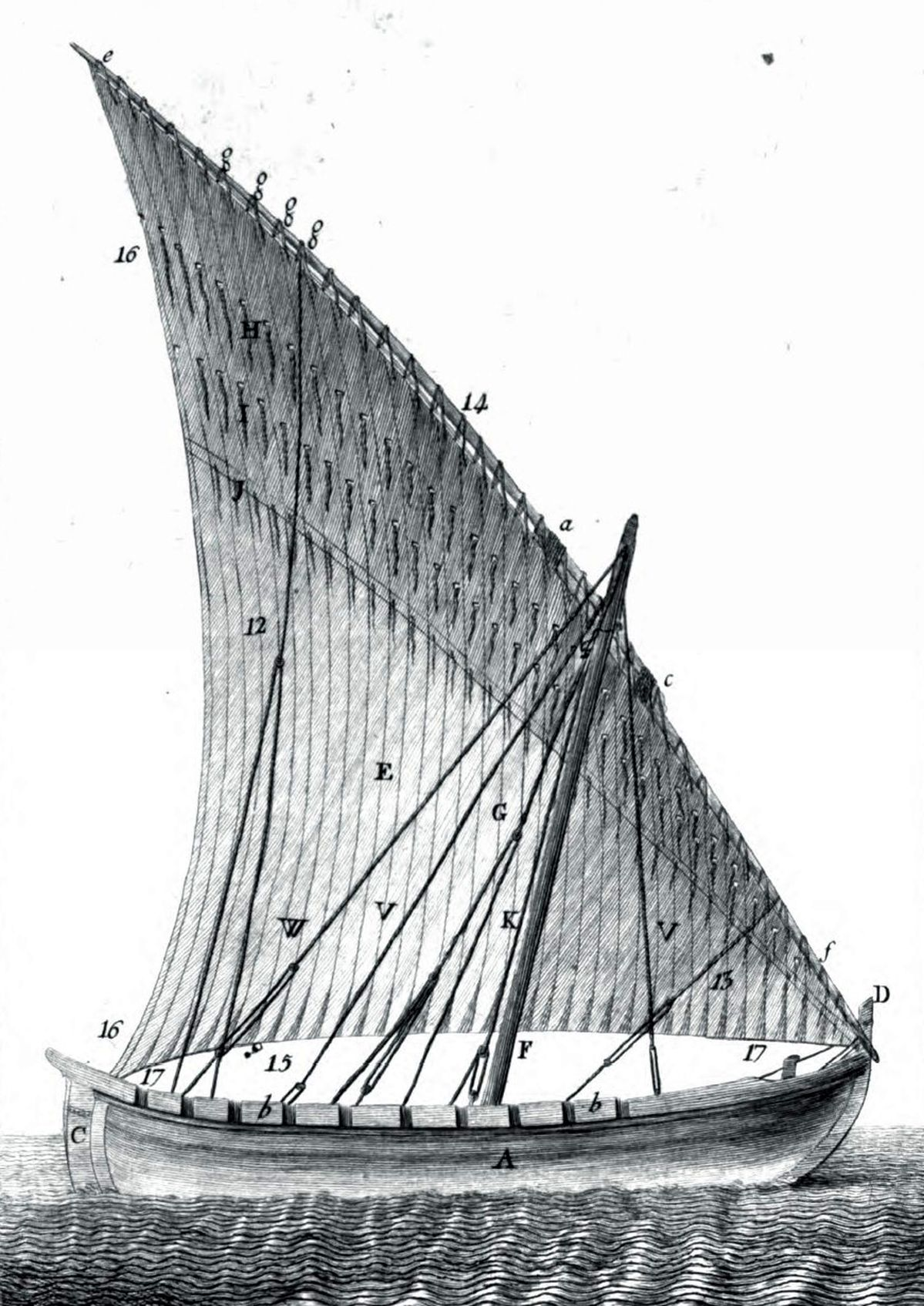
Barca llevantina (Sañez Reguart - 1796).

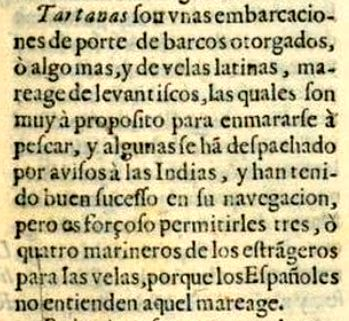
Definició de tartana, segons Veitia y Linaje 1670.

El terme barca llevantina resumeix el conjunt de barques de vela de diverses regions, totes amb característiques pròpies, que comparteixen uns trets generals. Les barques (catalanes, valencianes, balears…) gaudiren d'un gran prestigi entre els estrangers per les seves qualitats marineres, la seva bellesa i la seva velocitat. En aigües americanes i altres parts les barques foren famoses i deixaren empremta.
El nom de barca s'associava tradicionalment a una mena d'embarcacions del Mediterrani d'eslores i desplaçaments variables aparellades amb un arbre únic i una vela llatina, embarcacions que també podien desplaçar-se a rem. A les Illes Balears, País Valencià i Catalunya la denominació quedava simplificada en barca. Els forasters complementaven (i encara ho fan) el nom amb l'adjectiu del territori d'origen: barca mallorquina, barca menorquina, barca valenciana, barca catalana.
És un vaixell de pesca tradicional que s'ha utilitzat al llarg de tota la costa occidental de la Mediterrània. Al segle xix, per als pescadors de San Francisco (o en general per a tots els baleners) era la classe de vaixell amb el tipus d'aparell ("catalan rig" o "catalan sail") que permetia la vela més gran en proporció a la seva eslora.

## Descripció
L'eslora d'una barca llevantina podia estimar-se entre els 4 m i els 12 m, amb el desplaçament variant proporcionalment. Un model típic podria situar-se al voltant dels 6 metres d'eslora. Amb una tripulació de 4 persones –incloent-hi el patró- navegava molt bé a vela i a rem.
Porten una gran vela llatina amb una superfície que pot arribar als 90 m². El pont de proa de l'embarcació està dotat d'una curvatura (brusca) important per poder desallotjar ràpidament l'aigua que pugui entrar. El popa és punxeguda. Aquestes característiques permeten fer cara a les suaus brises de la Mediterrània però també als vents violents com la tramuntana, que caracteritzen la costa de Catalunya. A part de la vela principal algunes barques podien hissar un floc (pollacra) ; les més grans, un floc i un arbre de mitjana.
El Diccionari de marina de Pâris i Bonnefoux el 1847 en donava aquesta definició: "Bateau de pêche très fin, de belles façons, ayant peu de creux, portant bien la toile et naviguant bien" ("Barca de pesca molt fina, de bonica línia, puntal petit, portant bé la tela i navegant bé").

## Història
Les barques són molt antigues. Hi havia barques (catalanes) a l'estol de Jaume I en la reconquesta de Mallorca. En un manuscrit encara existent hi foren anotades les llicències de les barques que salpaven de Mallorca amb el compromís de retornar.
Segons Joan Coromines hi ha referència de barques (catalanes) l'any 1271 (Lleuda de Barcelona).
Les barques catalanes eren nombroses al començament del segle xx, època en què s'utilitzaven per pescar al filet la sardina i l'anxova. La Barca catalana ha donat el seu nom a un barri de Marsella.
No deixa de ser curiós que les accions de pujar i baixar d'un vaixell es coneguin des de sempre com “embarcar” i “desembarcar”, embarcar-se i desembarcar-se.

## Particularitats de navegar amb vela llatina
La maniobra de la vela llatina és relativament complicada i pot ser perillosa en cas de vent fort. Segons Joseph de Veitia Linage en l'obra “Norte de la Contratación”(Sevilla, 1672): “Tartanas...de velas latinas, mareage de levantiscos...los españoles no entienden aquel mareage”, referint-se a la maniobra de les veles llatines. El senyor Veitia era “Juez Oficial de la Real Audiencia de la Casa de Contratación de las Indias”.

## Barques, llaüts, falutxos, falugues
Els llaguts o llaüts són esmentats en català des de 1249 (Coromines). L'etimologia probable és a partir de l'àrab al-’ud (la fusta), la mateixa que la de l'instrument musical. No debades “fusta” i “lleny” eren noms d'embarcacions.
El barceloní Sáñez Reguart, en la seva obra “DICCIONARIO HISTORICO DE LOS ARTES DЕ LA PESCA NACIONAL” (Madrid, 1793), explica molt bé que, a la seva època, les barques catalanes més típiques eren els llaüts anomenats en altres contrades “faluchos”. Un “falucho” de pesca era el mateix que un llaüt o llagut.
Els falutxos armats tingueren un gran paper en operacions militars, de cors o pirateria. Sense menystenir el seu ús com a vaixells correu, de transport d'armes o de subministraments essencials.
Simplificant una mica, els falutxos més grans dedicats al transport de cabotatge aparellaven pollacra (floc) i un arbre de mitjana i s'anomenaven “barques de mitjana”.
Les “falugues” o “falúes” (“faluga” en singular) són esmentades en català des de 1372 (“falua”, probablement derivada de l'arab “faluwa”, egua jove)Ref. Coromines
Els significats de “faluga” (català) i “falúa” (castellà) acostumen a aplicar-se a barques de rem. La denominació “felucca” (anglès) es tradueix per “falucho”(castellà) i per “bateau catalan” (francès) en alguns diccionaris.

## Classificació per eslora/desplaçament
Segons Sáñes Reguart hi havia 4 categories de llauts:
-Els sardinals: Quilla “de 15 codos y 6 “pulgadas” (uns 9 m). Amb mitja coberta, 5 o 6 mariners, 1 arbre amb vela llatina, 
-Les “barquetes de corredor”(per a pescar al palangre o en parelles de bou): quilla de 16 “codos y 16 pulgadas” (uns 10 metres); de 7 a 9 tripulants i 5 parells de rems.
-Els llaüts d´Arenys de Mar, per anar a pescar a Andalusia (on eren anomenats “faluchos”): quilla de “21 codos y 8 pulgadas” (uns 11 metres); amb 3 parells de rems de 25 pams cadascun 
-Llaüts de 30 codos de quilla (uns 17 metres). 
Augustin Jal parla d'un falutx català de gairebé 18 m d'eslora, 6m de mànega i 1,97m de puntal. Falutx anomenat San Bonaventura i que va visitar a Marsella el 1841.

## Materials de construcció tradicionals
A més de determinar la solidesa d'una embarcació tradicional, els materials de construcció determinen en part altres aspectes del disseny i el comportament del vaixell.

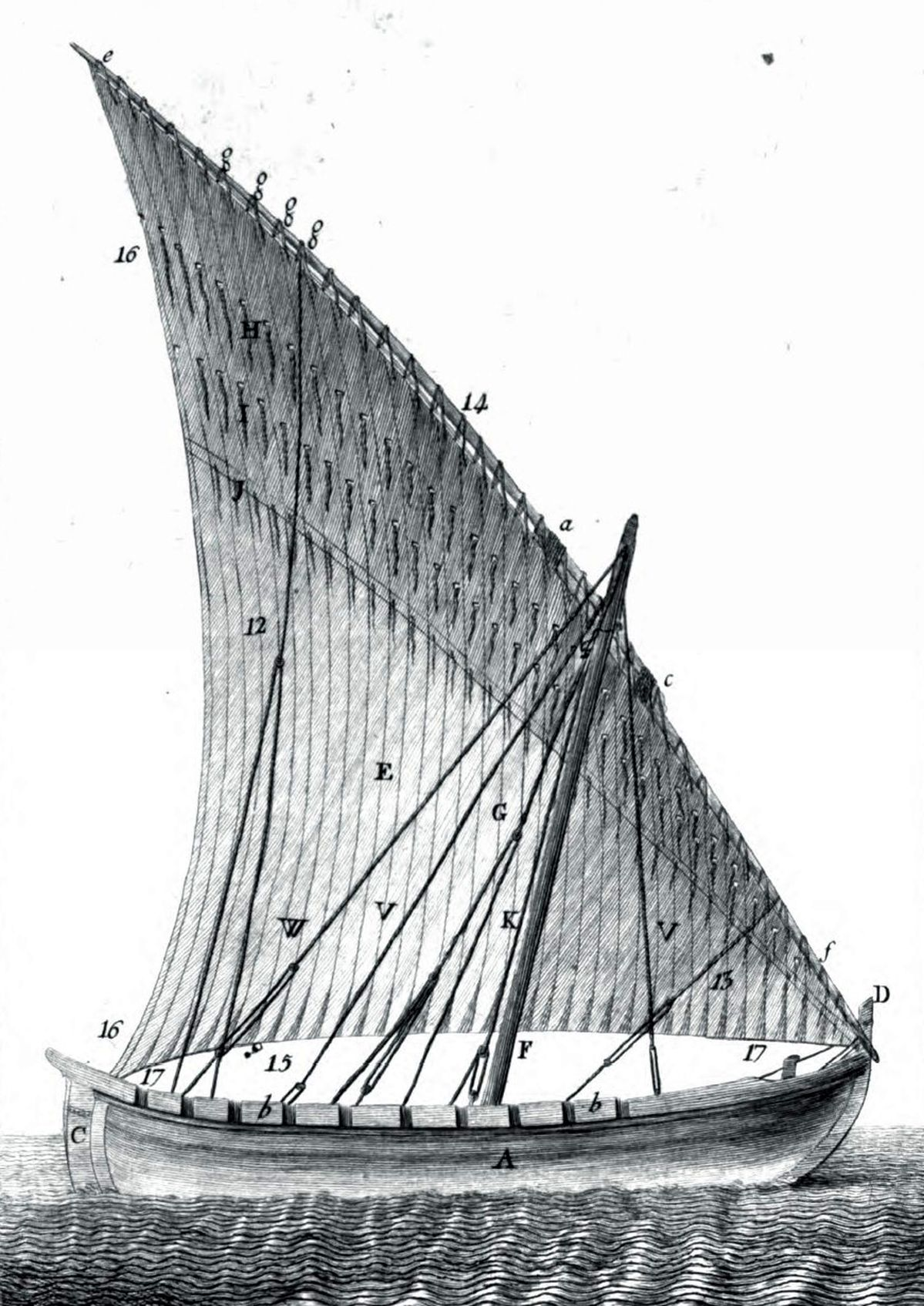

- A=Buc; b,b.Falques o escopidors (peces desmuntables); C=Timó; D=Cap de mort, barret o caperó; E=Vela; F= Arbre o pal (a,c enginyes,lligades que uneixen el car i la pena; d=dogall; e=pena; f=car; g = (batafions de la ralinga, per a lligar la vela a l'antena);H= Primera faixa de rissos (amb els seus ullals i batafions);I=Segona faixa de rissos ; J=Tercera faixa de rissos ;K= Ostaga ;G= Trossa ; V= Estais petits mòbils o volants ;WW= Estai mestre ; 12= Osta ;13= Orsapop ; 14= Antena ; 15= Anella de caçar l'escota

### Fustes
Quilla o carena de faig o de servera. Quadernes d'alzina o d'olivera. Folre de melis o de pins resinosos sense grops o nusos. Rems de faig. Arbre de pi del país. Antena de pícees nòrdiques.

### Ferro
Per a la clavaó, el ferro cal que no sigui massa dolç, ni massa agre (acerat). El de les fargues catalanes era molt adequat. Peces essencials eren les frontisses del timó, femella i mascle.
En politges i altres parts podia usar-se el bronze.

### Calafatament
Amb estopa de cànem i pega.

### Pintura del buc
El buc (nàutica) de les barques actuals se sol pintar de blanc i alguns colors vius en l'obra morta mentre que en l'obra viva (la part que va submergida quan hom navega) dominen els colors verd o blau.
Segons testimoni de Vicente Blasco Ibáñez i Joaquín Sorolla les barques valencianes de la seva època es pintaven de negre en l'obra morta (sense comptar la coberta) i de blanc l'obra viva.

### Vela
De cotonia, teixit amb ordit de cànem i trama de cotó. O només de cotó especialment filat i reforçat.
Les veles eren cosides a partir de vessos, d'amplada corresponent a l'ample del teixit (uns 40cm). La forma era triangular i tenien dues o tres faixes de rissos amb badafions que permetien reduir la superfície vèlica quan convenia.
La manera de tallar, cosir i fer veles fou recollida en alguns tractats especialitzats.

### Cordam
Durant molts anys les cordes (cadascuna amb dos caps) es feien de cànem. En indrets llunyans podien usar-se altres fibres (sisal, a Mèxic; abacà, a les Filipines).
Les cordes eren responsabilitat dels mestres corders (o corders de cànem, ben diferents dels corders de viola). A Cumanà els primers que introduïren la fabricació de cordes a partir de fibres indígenes foren catalans.

### Posició de l'arbre
Els llaüts arboraven el pal al mig del buc, en el banc central (banc d'arborar), a diferència d'altres vaixells amb vela llatina. El pal, de la mateixa llargària que l'eslora de la barca, anava sensiblement inclinat cap al davant (cap a proa).

### Aigua no desitjada
Com altres embarcacions semblants, els llaüts poden embarcar aigua. Aigua que s'escorre de les xarxes o que porten les onades que trenquen sobre la coberta. L'aigua embarcada no és desitjable i cal procedir a la seva evacuació de la millor manera possible.

#### Aigua sobre coberta

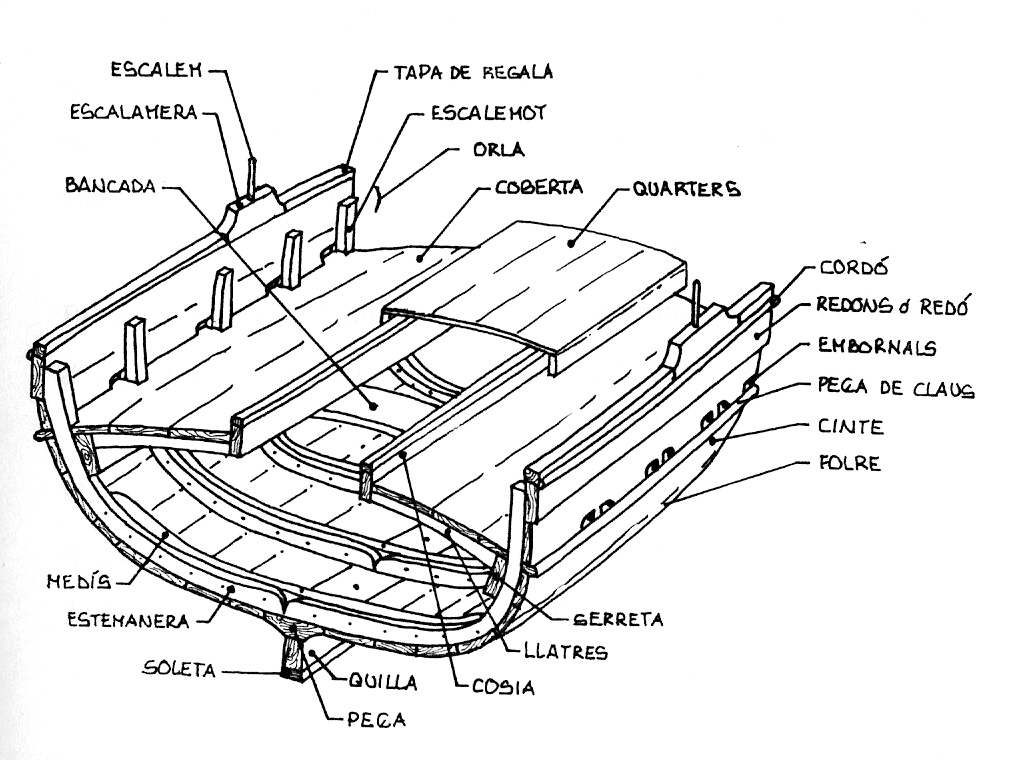
Parts del buc d'una barca

La coberta és convexa, més alta pel centre que pels costats. Aquesta brusca (curvatura) de la coberta fa que l'aigua, amb l'embarcació adreçada (en posició vertical), vagi cap a les bandes i pugui sortir pels embornals.
Normalment, els forats que hi ha a la coberta (escotilles i similars) disposen d'una protecció vertical i perpendicular a la coberta anomenada braçola. Aquesta mena de marc forma una barrera d'una certa alçària que impedeix el pas de l'aigua cap a l'interior del buc.

#### Aigua interior
La construcció tradicional de fusta determina que l'interior del buc no sigui llis com l'exterior. El costellam provoca unes divisions que, si fossin estanques, podrien provocar acumulacions d'aigua difícils d'evacuar. La solució emprada consisteix en unes petites escletxes, els llibis, disposades a la part inferior dels medissos i que permeten el pas de l'aigua cap al punt de recollida. Aquest punt de recollida és anomenat dui i està tapat amb un tascó cònic de fusta o un tap de suro.
Un cop la barca a la platja. L'aigua residual que no ha pogut ser esgotada a mar amb la sàssola, es fa sortir enretirant el tap del dui. Aquesta operació s'anomenava “fer pixar la barca”.

## Construcció tradicional
La construcció tradicional d’embarcacions de fusta és la mateixa, aproximadament, a totes les costes de la mediterrània. S'ofereix, a continuació, un resum de les diverses etapes constructives.

### Estepes
La primera operació física en la construcció d’una barca consistia en posar les estepes. Les estepes eren la base sobre la qual es procedia a la construcció pròpiament dita. Les estepes són uns taulons gruixuts de secció rectangular disposats perpendicularment al que després serà la quilla. La denominació en singular, estepa, fa referència al conjunt de les peces anteriors unides de forma sòlida. Cal que l'estepa estigui ben ancorada i anivellada, definint un pla de treball horitzontal.

#### Referència clàssica
| «                                                                                        | ...us pregam que al pus prest que porets façats tirar la dita fusta aquí e ferla metra a sepluig en loch segur e de continent fer posar les estepes de les dites galeres de galip... | » |
| — Bofarull. Colección de documentos inéditos del Archivo General de la Corona de Aragón. | |   |

### Quilla o carena

Unió en "junta de jou".

La quilla és una peça de fusta de secció rectangular, feta d’una peça única prou llarga, o de dues o tres peces acoblades amb unions de mitja mossa (o unions de "junta de jou") posades a continuació una rere l’altra.

### Rodes i contrarodes
Prèviament fabricades, s'uneixen a la quilla la roda de proa i la roda de popa (o el codast). Cal fer el mateix amb les contrarodes. Les unions són a base de perns d’acer dolç, ja que han de ser molt sòlides. La quilla, amb les rodes i contrarodes, forma l'espinada de la barca.

### Gresa
Sobre el conjunt anterior es talla la gresa, un rebaix o ranura que ressegueix tota la quilla (per la part de dalt) i puja fins a l’alçària del que serà la cinta. Aquesta ranura rebrà el cantell (i la testa, en els extrems) de les llates de les filades del folre, permetent una unió sòlida del folre amb l'esmentada “espinada” de la barca.

### Quadernes
Les quadernes són un mena de costelles en forma de U disposades perpendicularment a la quilla. Cada quaderna (en general) està formada per una peça anomenada medís i dues estameneres. El medís reposa sobre la quilla i és la apart més baixa de la quaderna. Els extrems inferiors de les estameneres encavalquen sobre els extrems del medís.

### Baus
Les quadernes són obertes per la part alta i algunes romanen obertes quan el buc està completament acabat. Altres quadernes es “tanquen”, cadascuna amb una peça anomenada “bau”, fins a formar una letra D (girada noranta graus en el sentit de les busques d’un rellotge). Els baus tenen curvatura (“brusca”) i són el suport de les filades de la coberta.

### Trancanell
A cada banda hi ha una peça, anomenada “trancanell”, que uneix els vèrtexs que formen estameneres i baus, lligant tot el conjunt.

### “Esquelet”
El conjunt de les peces descrites anteriorment (quilla, rodes, contrarodes, quadernes, baus i trancanells), fermament unides per perns, forma l'estructura resistent de l'embarcació.

### Peces complementàries
Segons les dimensions del buc i els diferents sistemes constructius hi ha (o hi pot haver) altres peces, de reforç o amb finalitats utilitàries, que no es comenten aquí.

### Folre
En una barca acabada el folre és un conjunt de taulons disposats en filades (aproximadament) horitzontals segons una vista lateral. Una vista superior mostra que cada filada adopta formes corbes, adaptant-se a la forma de les quadernes. La curvatura de cada tauló, especialment si és gruixut, es conforma en calent (per escalfament directe o en una cambra de vapor). (Vegeu Corbament_ de_ peces_ rectes_ o_ planes_ de_ fusta)

#### Terminologia
La denominació genèrica de cada filera de taulons és “filada” o “traca”. Hi ha discrepàncies en aquest tema segons diversos diccionaris i obres especialitzades.
Pel que fa a les peces que integren una filada, la seva denominació també varia (en teoria) segons el gruix de la peça. Per a simplificar es pot acceptar que cada peça pot ser un tauló, una post o una llata.
En les barques mallorquines, valencianes i catalanes, cada banda de la barca està formada, generalment, per cinc filades que tenen un nom específic:

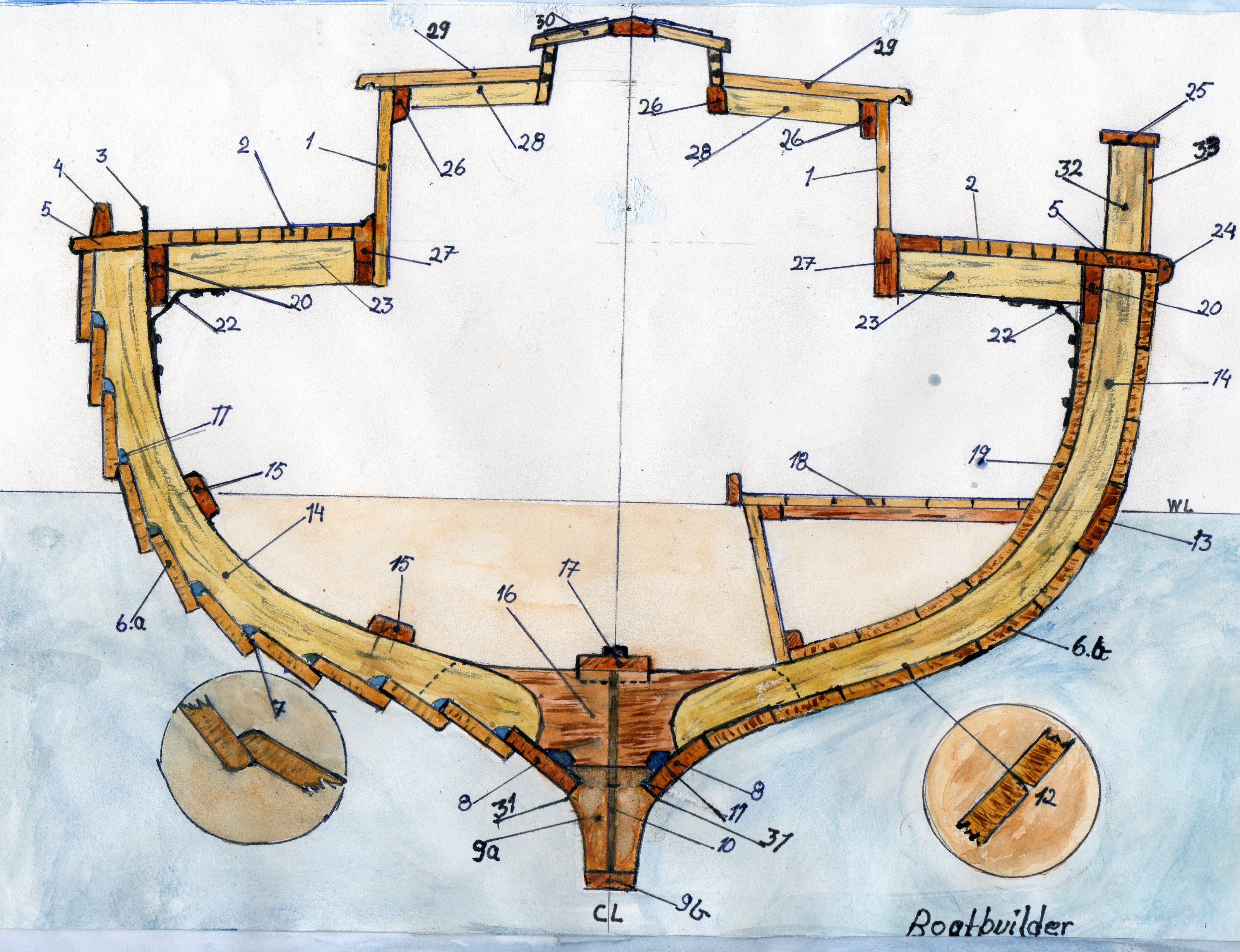
Fig.1: Contoval (19) i cinta (13). La peça (8) és la paralla que encaixa en la gresa tallada a la quilla.

- paralla[27]
- sobreparalla[28]
- embó[29][30]
- sotabocal[31]
- bocal[32]

### Procediment
No hi ha un procediment general exacte per a construït una embarcació tradicional de fusta. Hi havia –i encara hi ha- una varietat considerable de tipus i dimensions de barques. I cada mestre d’aixa seguia el seu mètode. Sí que es pot presentar un procediment genèric que, a grans trets, exposa algunes etapes a seguir.
Un cop muntat el conjunt quilla, rodes, contrarodes i quadernes, cal presentar la cinta (a cada banda) i afermar-la. Cal fer el mateix amb la sotacinta.
A continuació es posa la filada que forma el bocal (un bocal a cada banda) i el trancanell (un a cada banda). Així l'esquelet estructural queda tancat i ferm, i hom pot procedir al muntatge de les peces restants.

## Difusió geogràfica i particularitats locals

### Catalunya

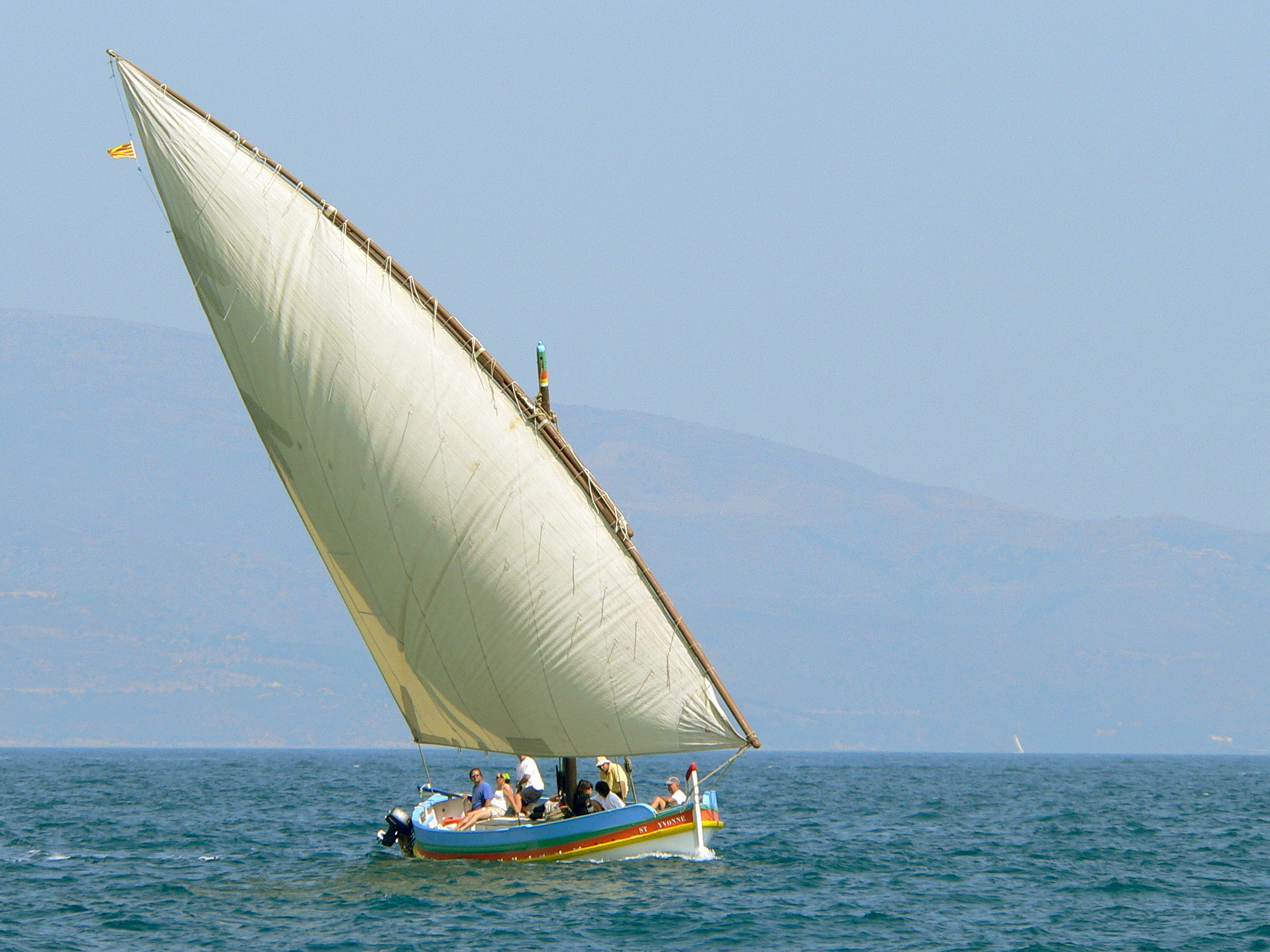
Llagut amb vela llatina al Mediterrani

Confirmant la denominació, Catalunya fou l'origen de les barques catalanes. I llevantines en general.
Hi havia barques amb vela llatina al mediterrani documentades des del s. I aC, molt abans de l'arribada dels àrabs. Un altre exemple típic és el mosaic de Kelenderis (de final del segle V dC), que mostra una nau amb una vela gairebé triangular i amb una faixa de rissos formant angle amb l'antena. I també n'hi havia a les costes catalanes des de temps molt antics.
Segons Laborde (1827) hi havia catalans i barques catalanes en molts indrets del món. I no eren rars els viatges d'aquelles barques cap a Amèrica. Les barques catalanes podien ser contemplades i comparades amb altres embarcacions semblants o diferents. Velocitat, solidesa, qualitats marineres,... I molts testimonis foren favorables a les embarcacions catalanes.

### Illes Balears
Les barques catalanes arribaren oficialment a les Illes amb en Jaume I. Molt aviat els mestres d'aixa locals adaptaren els models originals a les seves necessitats. Les barques de Ses Illes, amb alguns detalls propis, igualaven les qualitats de les barques catalanes sense deixar de ser molt semblants en els bucs i els aparells.
Salvant la dificultat de donar detalls generals en embarcacions de construcció artesana, fetes a mida del comprador per mestres d'aixa que les acabaven amb detalls propis, les barques balears eren menys planes que les catalanes en el fons (obra viva). Les catalanes havien de reposar a la platja sobre la quilla i les escues. Mentre que les mallorquines i menorquines podien atracar-se en un moll. A les barques balears el pal s'arborava un xic més a proa que en les barques catalanes.

### València

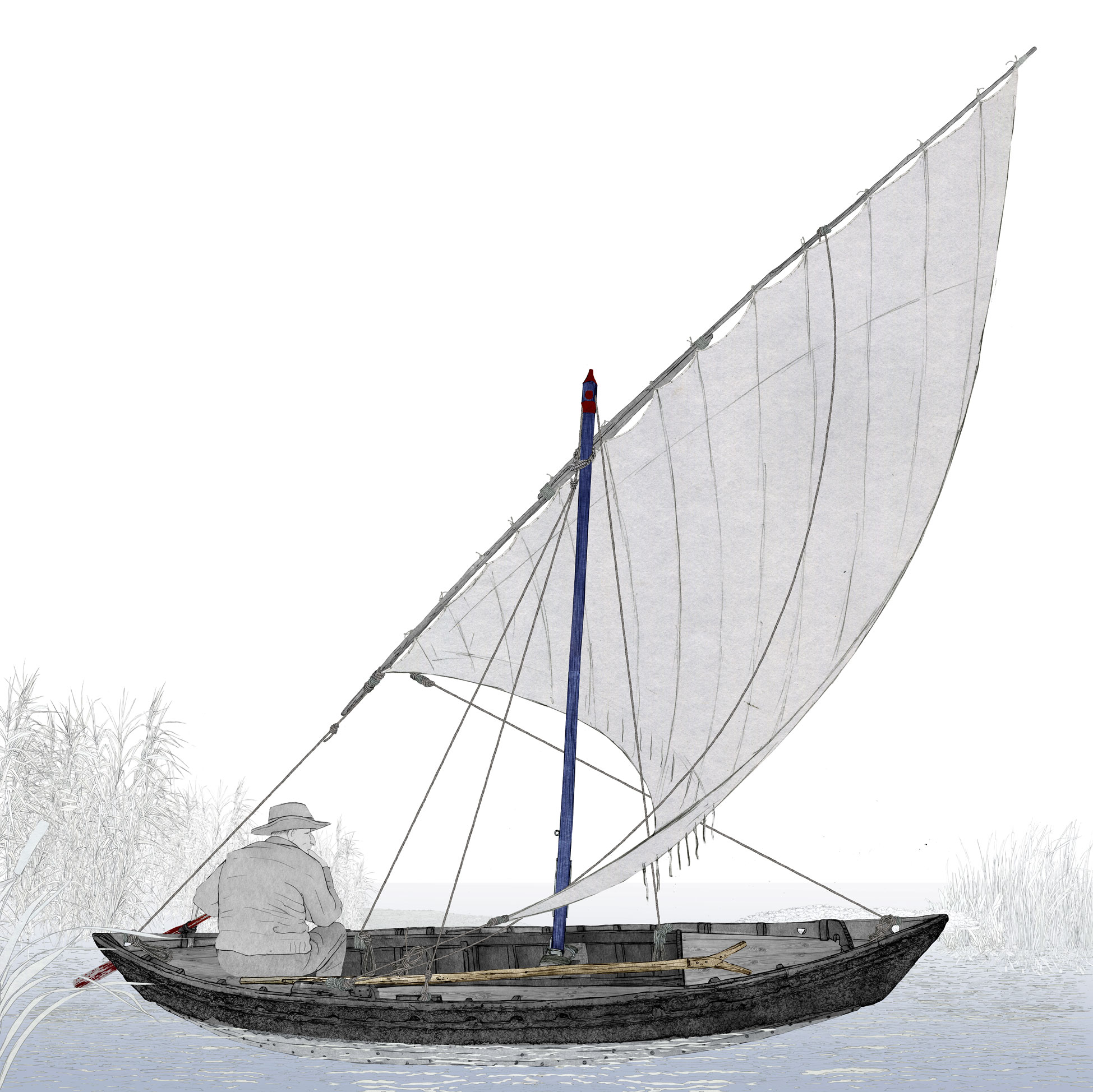
Vela llatina a l'Albufera de València. Museu Valencià d'Etnologia.

Igual que en el cas anterior. Els mestres d'aixa valencians tenien el mateix nivell de competència que els catalans i els de les illes Balears.
A València cal distingir entre dos tipus de barques: les de mar obert (molt semblants a les mallorquines i catalanes)i les de l'Albufera (més planes i de poc calat).
Des de fa uns quants anys hi ha una recuperació de les barques de l'Albufera, amb vela llatina i típicament valencianes.

### Alguer i l'espanyoleta
A l'Alguer sembla que no sabien pescar la llagosta tan bé com en altres indrets. Un industrial de Ciutadella, els senyor Arguimbau hi va anar per a fer negocis i els va indicar unes quantes millores. Entre altres hi va portar dues barques velles de Ciutadella (Menorca) que el mestre d'aixa alguerès senyor Palomba va desmuntar i examinar a consciència. Les noves barques dels sr. Palomba, una còpia de les menorquines, navegaven molt bé i eren més ràpides que cap altra. Així nasqué l'espanyoleta (als mallorquins i catalans els deien espanyols a l'Alguer; el Sr. Arguimbau era de Menorca i, per tant, “espanyol”; i la seva barca “espanyoleta”).
La pronunciació local és “aspanyoreta”.

### Catalunya Nord. Les “barques catalanes” de França
Segons testimoni de Gourret (1894) hi havia moltes barques catalanes que pescaven a les costes de Provença.
Escrigué que aquelles barques que pescaven al palangre desplaçaven 3 tones, eren amples, calaven poc i tenien mitja coberta; arboraven un sol pal inclinat cap a proa; anaven molt bé a vela i també a rem. Podien resistir mars grosses i anaven lluny de les costes. La tripulació era de sis homes.
Segons Mr.Gourret els catalans s'establiren a Marsella el 1721 i el 1787 hi havia a Marsella 80 barques catalanes que pescaven al palangre amb 480 tripulants. De fet la colònia catalana era tan important com per a anomenar el barri dels Catalans i la cala “Anse des Catalans”.
Vincent Giovannoni va fer un resum apassionat de les barques catalanes i de l'estil de construcció català. En la seva opinió “mai no hi ha hagut en la pesca barques de vela tan ràpides i tan belles com les barques catalanes”...”L'estil català fou imitat i adaptat donades les seves qualitats”.
Un francès del Rosselló fou l'iniciador de la recuperació de les barques catalanes.

### Galícia
A finals del segle xviii hi va haver una emigració masiva de pescadors catalans cap a les costes gallegues: entre 15000 i 17000. Allí, amb les seves barques, les seves arts i els seus mètodes varen acabar dominant la pesca local i les indústries conserveres.

Alguns tipus de vaixells de Galícia varen imitar els aparells llatins de les barques catalanes. Els falutxos de Mugardos per exemple, que seguien el model català original.

### Cuba i el Carib
A Cuba i el Carib la vela llatina hi arribà molt aviat. Deixant de banda l'aparell de les barques auxiliars que no està documentat, en el Segon Viatge de Colom l'estol comptava amb dues caravel·les llatines (calaveres en català d'aquella època).
L'expedició de Nicolàs de Cardona documenta, gràficament i per escrit, la presència de tartanes, vaixells de vela llatina molt semblants als llaguts.
En època de lliure comerç amb Amèrica les barques catalanes i els falutxos catalans comercials tingueren un paper essencial.
La velocitat de les barques catalanes permetia el seu ús com a vaixells correu en casos extraordinaris.

### Nova Orleans (Luisiana, USA)

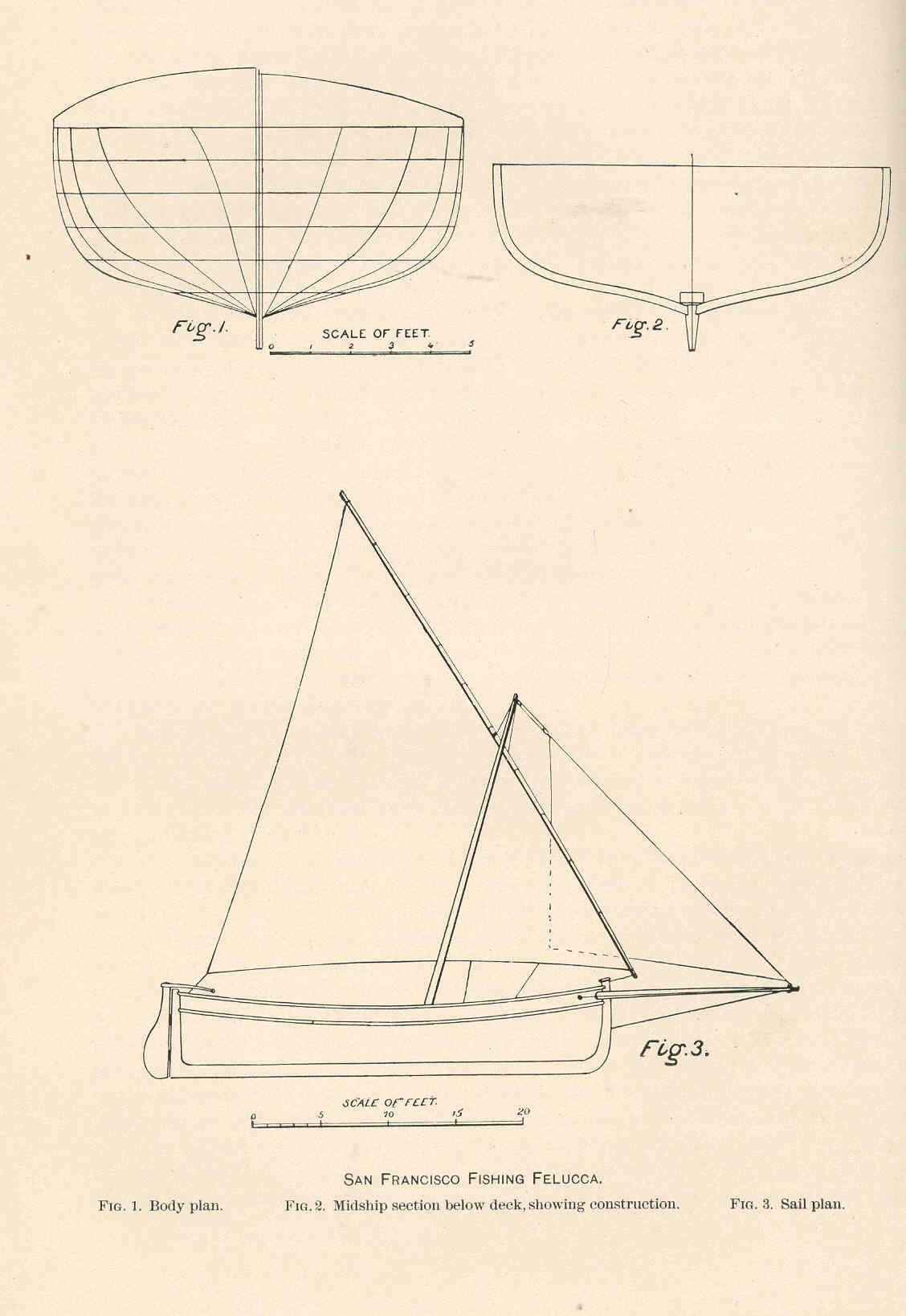
”Falucca” de pesca de San Francisco.

En obres del segle xix s'esmenten el “Bayou Catalan” i un”Catalan Village”, respectivament una cala i un poblet de pescadors prop de Nova Orleans que donaven testimoni de la presència marinera catalana en aquelles terres. L'explicació d'algun expert indica que els catalans varen introduir els “falutxos” allí, juntament amb la paraula que els anglo-americans transformaren en “felucca”. Cal recordar que la forma catalana més antiga és “faluga”.

### San Francisco (Califòrnia, USA)

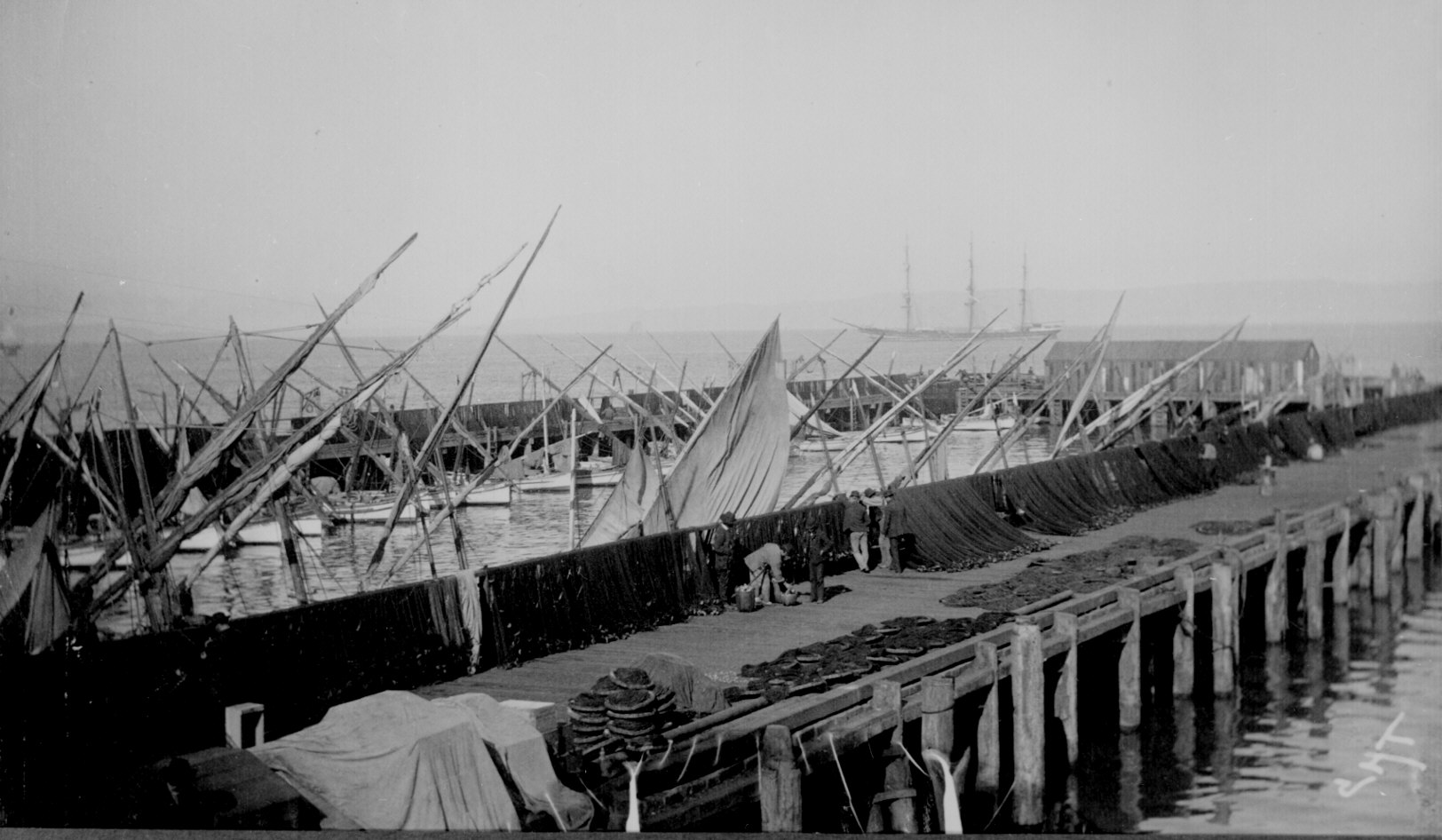
Les anomenades "feluccas" atracades al Fisherman's Wharf de San Francisco, el 1891,de fet eren barques amb vela llatina.

La primera referència documentada de veles llatines a California és a la relació de l'expedició de Nicolàs de Cardona. Segons algun autor a l'expedició de Cabrillo i Bartomeu Ferrer hi havia una embarcació amb dues veles llatines, la San Miguel.
Les històries oficials diuen que quan Califòrnia fou conquerida pels nord-americans s'establiren a San Francisco uns quants pescadors italians. Unes fonts diuen que primer foren genovesos substituïts després sicilians, mentre que altres expliquen que eren gairebé tots napolitans.
El cert és que les famoses “felouccas” de San Francisco portaven veles llatines anomenades pels mateixos pescadors “veles catalanes” o amb "aparell català": "They are keeled, decked-over, lateen or, as some insist, catalonia rigged'".
A final del segle xix la distribució dels pescadors de San Francisco amb motiu del seu origen geogràfic és un tema de difícil investigació. La denominació genèrica de “Italian” és prou precisa. No passa el mateix amb “Spanish”. Hi havia “Spanish Californios” nadius abans de la conquesta nord-americana, juntament amb immigrants espanyols (abans i després de la conquesta). L'article titulat “San Francisco Fishermen” fou publicat el 8 d'octubre de 1881 i parla d'un centenar de barques. D'altra banda una publicació de 1887 (“The Fisheries and Fishery Industries of the United States”) indica que hi havia pocs pescadors d'ascendència "Spanish"a San Francisco, barrejats amb altres del conjunt.
Els pescadors italians es varen incorporar a un sistema de pesca que ja existia i que implicava l'ús de barques i veles locals.

### Gibraltar
A Gibraltar hi ha la Catalan Beach i el Catalan village. No està documentada la fundació de l‘antic poblet però devia ser anterior a la conquesta de la Roca per part dels anglesos. Molts viatgers del segle xix el descriuen.

Durant els diversos setges de Gibraltar per part dels espanyols hi hagué participació de vaixells de vela llatina (els xabecs d'Antoni Barceló i barques diverses). En un dels setges el patró d'una barca catalana fou empresonat per fer de missatger entre el Penyal i els presoners anglesos capturats pels espanyols.
Alguns autors esmenten el naufragi no referenciat d'un vaixell genovés i l'establiment dels genovesos supervivents al Catalan Vilage. Sí que hi ha referències a les seves navegacions amb barques llatines cofats amb una mena de barretines vermelles o blanques.
De les barquetes llatines de Gibraltar hi ha una descripció amb un cert detall en un llibre de l'època.
La presència dels catalans a Gibraltar es recorda de forma simbòlica i nostàlgica en el film "Wonderful things!" (1958). Un pescador català de Gibraltar marxa a Londres a triomfar com a cantant.
La vela llatina i el contraban també tenien alguna relació.

### Illes Canàries

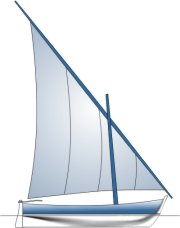
"Bote de Vela Canaria".

És un fet que les regates de “Vela latina canaria” se celebren regularment des de fa molts anys. Els estudiosos del tema no acaben de definir l'origen precís d'aquestes regates, ni de les embarcacions que hi competeixen (“botes canarios”).
Hi ha un acord general sobre la navegació rudimentària dels indígenes i de les primeres exploracions europees (genovesos, mallorquins i catalans) amb l'arribada dels primers vaixells amb vela llatina.
Un fet, potser anecdòtic i excepcional, relacionat amb la pesca de la tonyina a l'illa de La Gomera demostra que estava dominada per catalans i mallorquins. Amb barques de vela llatina.

### Ligúria
La presència de barques catalanes a la costa de Ligúria fou bastant antiga. Principalment dedicades a la pesca del corall. Hi ha el cas reconegut de l'assentament de famílies senceres a Laigueglia. En l'aspecte nàutic, la relació dels llaguts catalans amb els “leudi” ligurs s'accepta per part dels experts.

### Croàcia

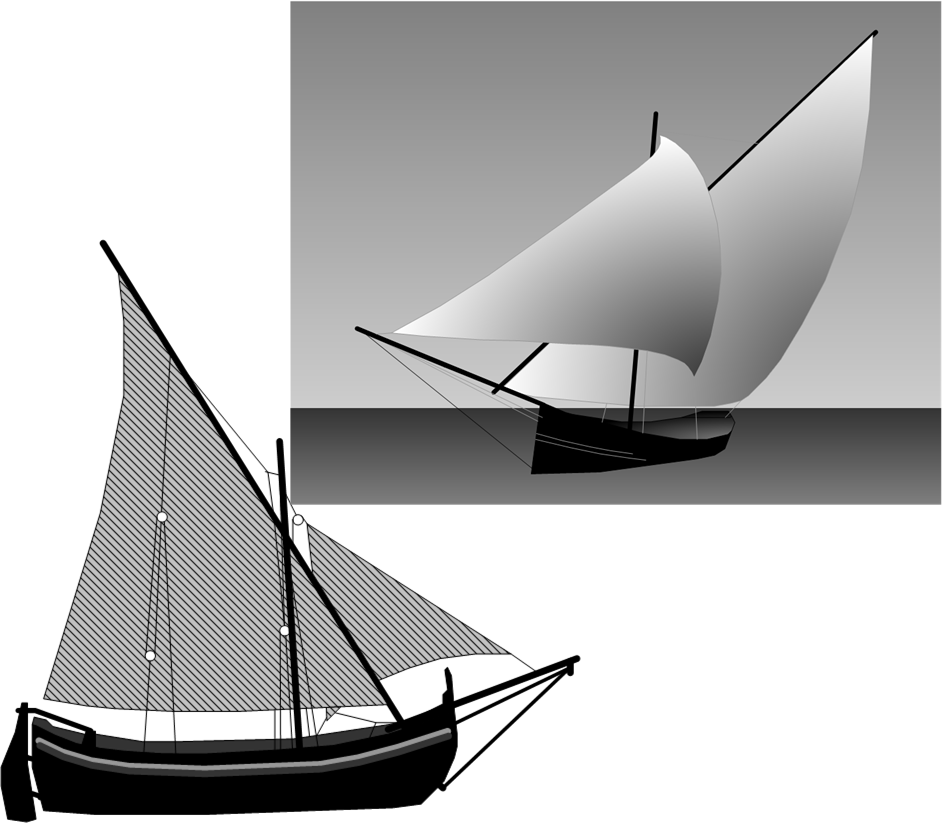
Falkuša

A l'illa de Komiza (en l'actual Croàcia) hi havia un tipus característic de barca de pesca: la “gajeta falkusa” (o senzillament “falkusa”). Molt semblant al “llagut de dues veles” de les costes de València, Balears i Catalunya. Un buc de dimensions i construcció com les del llagut, un arbre únic, una vela mestra llatina i un floc envergat en un estai des del cap del pal fins a la punta d'un botaló.
Les “falkuses”eren vaixells de pesca que anaven a pescar molt lluny de la costa (molt enfora, en parla marinera). Per això suplementaven les bordes amb “falques” desmuntables mentre navegaven amb mar. Falques que, quan calia pescar, podien desmuntar-se si feien nosa. “Falkuses” significaria “falcades”. També els llaguts podien muntar falques quan convenia (Vegeu peces bb, al gravat d'un llagut).
Alguns estudis publicats destaquen la “coincidència” de molts termes nàutics en diferents lléngües de la Mediterrània.
Des del punt de vista de l'abillament tradicional dels pescadors dàlmates, es protegien el cap amb una mena de capell molt semblant a la barretina.
La semblança de vaixells i pescadors en dues parts tan allunyades resta oberta a futurs estudis.

## Present i futur de les barques amb vela llatina

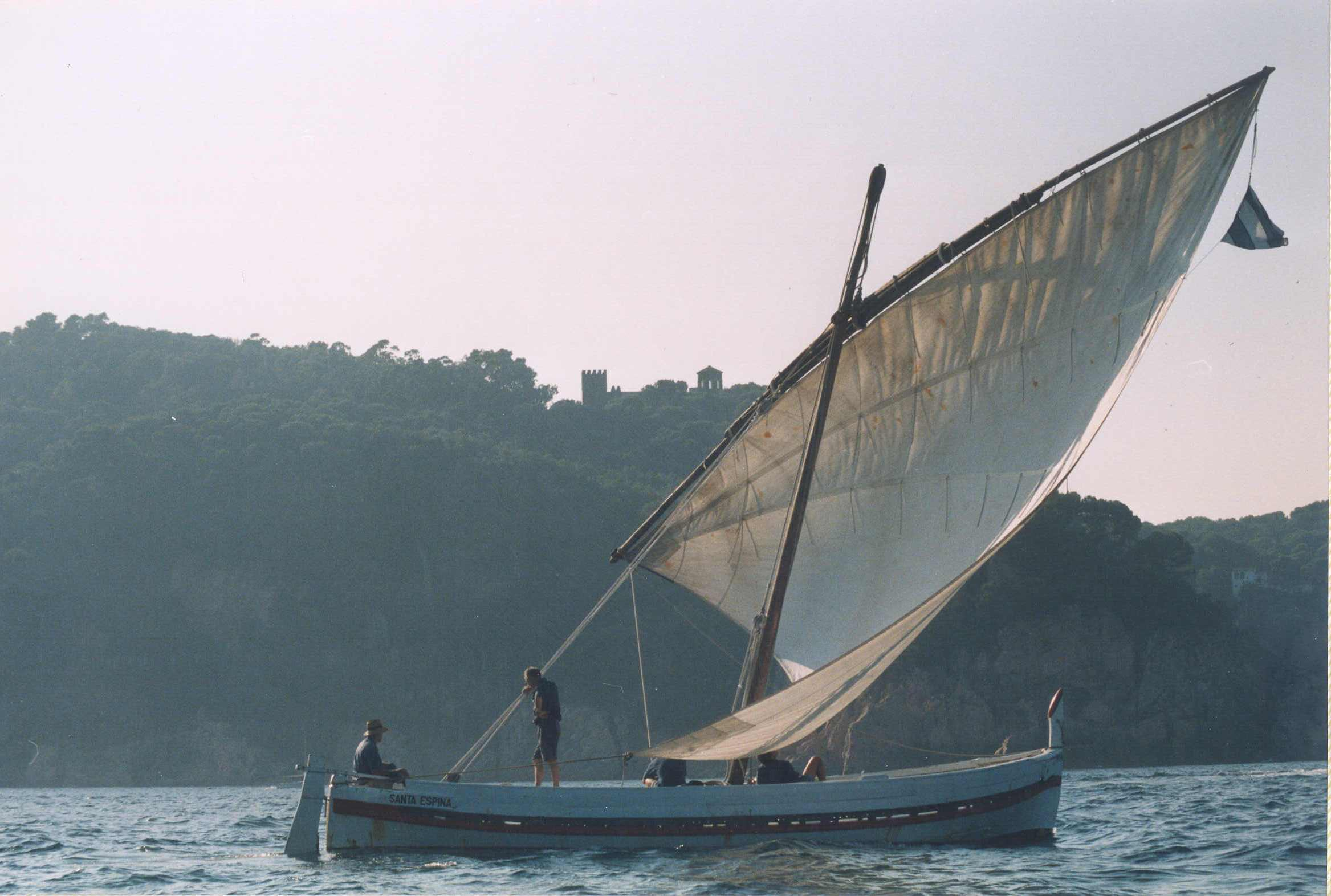
Llaüt_Santa_Espina navegant

L'ús professional de les barques de vela es va acabar amb l'arribada del motor. Ja abans de la guerra civil espanyola la pesca i les activitats de lleure es practicaven a vela només de forma residual.
A Catalunya hi havia alguns afeccionats que tractaven de recuperar la navegació amb vela llatina, amb barques de fusta restaurades. Hi ha l'exemple de l'editor Carles Barral.
Un altre exemple de recuperació és la de la barca catalana Santa Espina, comprada i reparada pel senyor Clovis Alouges, President de l'Associació Voile Latine de Cotlliure. Aquest llagut va participar en la Primera Diada de la Vela Llatina i en la Primera Trobada de Vela Llatina. Aquesta mena de trobades es van repetint anualment.

## Barques catalanes citades per persones cèlebres
-El capità Alonso de Contreras.
Cita una tartana catalana.
-Giuseppe Garibaldi

## Les barques catalanes i similars a la literatura, la pintura i el cinema

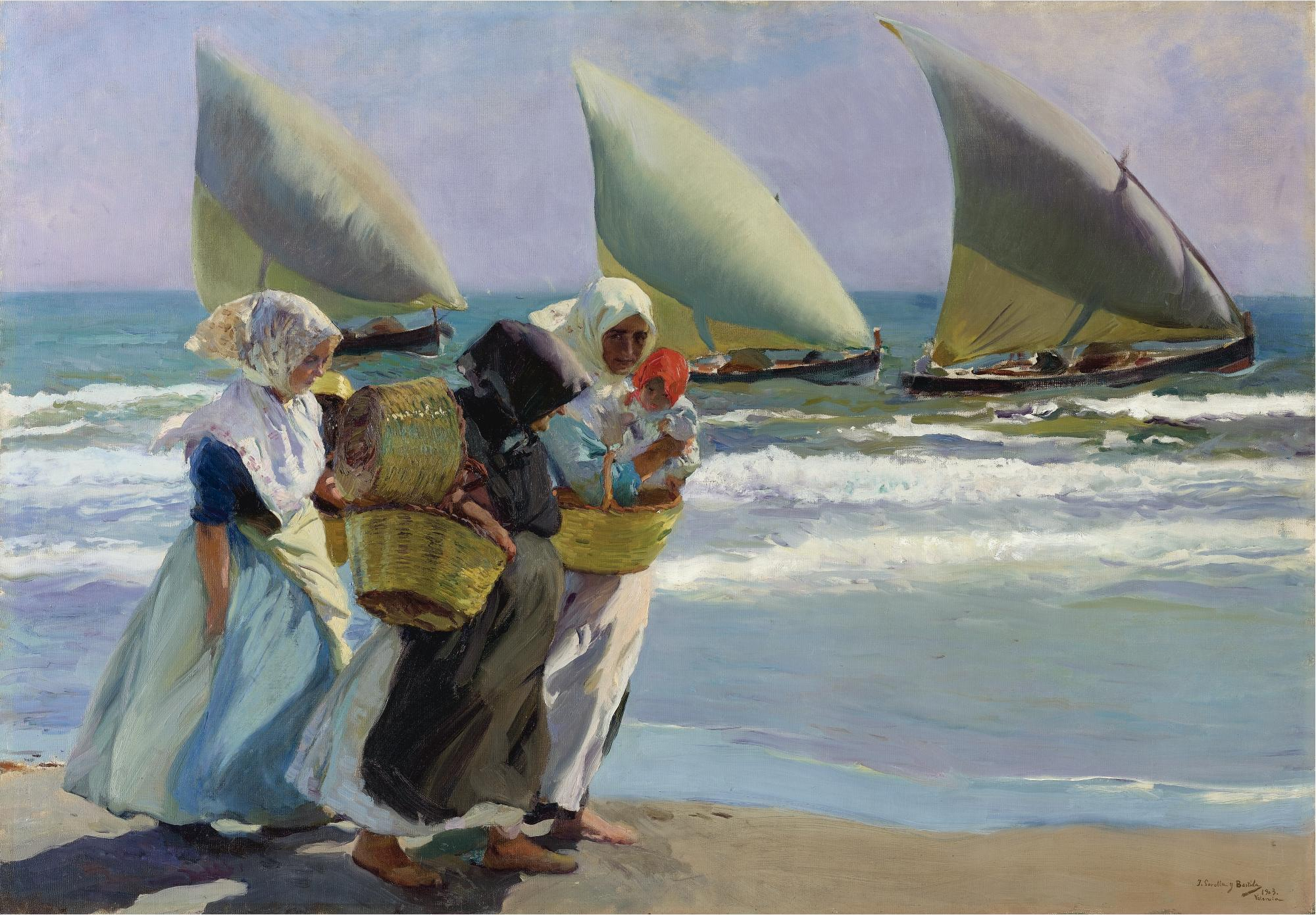
Les tres veles (1903), de Joaquim Sorolla

1. Alexandre Dumas, El comte de Montecristo. Una barca catalana a Marsella.[80]
2. Vicente Blasco ibáñez, "Flor de mayo": una barca valenciana. Una barca vella, la Garbosa, i una barca nova, Flor de Mayo.[81]
3. Las tres velas, quadre de Joaquin Sorolla.[82]
4. J.V.Lastarria, Tempestad. Un”falucho catalán”. La Revista de Buenos Aires, Volum XV, 1868.[83]
5. "Marines i boscatges", "El rem de trenta quatre" de Joaquim Ruyra.[84]
6. "La barca nova" de Ignasi Iglésias, obra de teatre.[85]
7. "El capità Escalaborns", film. Amb imatges reals de dues barques de mitjana.
8. “La Gaviota” de Cecilia Böhl de Faber y Larrea. El pare de la protagonista, un pescador català, va naufragar amb la seva barca a les costes d'Andalusia.[86]
9. "Les plages d'Agnes" (2008), film de Agnès Varda.[87]